# Баулин, Юрий Васильевич
Юрий Васильевич Баулин (укр. Юрій Васильович Баулін; род. 2 сентября 1953, Станично-Луганское, Ворошиловградская область, Украинская ССР, СССР) — советский и украинский учёный-правовед, доктор юридических наук (1992), профессор (1993), действительный член Национальной академии правовых наук Украины (с 2006), Заслуженный деятель науки и техники Украины (2009). Участвовал в подготовке проектов Бюджетного, Налогового и Уголовного кодексов Украины. Судья Конституционного Суда Украины (3 июня 2008 — 3 июня 2017), председатель Конституционного Суда Украины (18 марта 2014 — 20 марта 2017). С сентября 2017 года — профессор кафедры уголовного права №1 и член специализированного ученого совета Национального юридического университета имени Ярослава Мудрого
Автор свыше 200 научных трудов по проблемам уголовного права. Трижды (в 2001, 2002 и 2011 годах) лауреат Премии имени Ярослава Мудрого, лауреат Государственной премии Украины в области науки и техники, кавалер ордена «За заслуги» 3-й степени.

## Биография
Юрий Васильевич Баулин родился 2 сентября 1953 года в поселке городского типа Станично-Луганское (ныне — Станица Луганская), Станично-Луганского района Ворошиловградской области (ныне — Луганская область). В возрасте 16 лет, в августе 1970 года, Юрий Баулин начал трудовую деятельность учеником токаря, а затем токарем, старшим инспектором по кадрам механического цеха Ворошиловградского завода коленчатых валов (завод имени 20-летия Октября), где проработал три года. Одновременно он поступил в Харьковский юридический институт, который окончил в 1975 году. Впоследствии с августа до ноября того же года Юрий Васильевич был ассистентом кафедры уголовного права, а затем проходил срочную военную службу.
После службы в Советской армии в ноябре 1976 года Юрий Васильевич вернулся в Харьковский юридический институт имени Ф. Э. Дзержинского (ныне — Национальный юридический университет имени Ярослава Мудрого), где работал на кафедре уголовного права: сначала был ассистентом, затем аспирантом, старшим преподавателем, доцентом и профессором.
В 1981 году в Харьковском юридическом институте им. Ф. Э. Дзержинского защитил диссертацию на соискание учёной степени кандидата юридических наук на тему «Право граждан на задержание преступника по советскому уголовному законодательству» (специальность 12.00.08). С 1988 года стал докторантом этого ВУЗа. С 1991 года Баулин занимал должность доцента и в том же году защитил в Украинской юридической академии им. Ф. Э. Дзержинского  диссертацию на соискание учёной степени доктора юридических наук на тему «Уголовно-правовые проблемы учения об обстоятельствах, исключающих преступность (общественную опасность и противоправность) деяния» (специальность 12.00.08), что позволило уже в следующем, 1992 году, получить степень доктора юридических наук. В 1993 году получил звание профессора и впоследствии стал заместителем декана заочного факультета. В 1996 году Юрий Васильевич был избран членом-корреспондентом Академии правовых наук Украины (ныне — Национальная академия правовых наук Украины). В 2005—2008 годах занимал должности сначала и. о. директора, а впоследствии директора Института изучения проблем преступности Национальной академии правовых наук Украины, который находится в городе Харькове. В 2006 году стал академиком НАПрНУ.
4 февраля 2008 года указом Президента Украины Виктора Ющенко назначен судьей Конституционного Суда Украины. Присягу Юрий Васильевич принял 3 июня 2008 года. Через три года, 4 ноября 2011 года, на специальном пленарном заседании Конституционного Суда Украины Баулин был избран заместителем Председателя Конституционного Суда Украины. А ещё через три года, 18 марта 2014 года, на таком же заседании, в соответствии со статьёй 148 Конституции Украины и статьи 20 Закона Украины «О Конституционном Суде Украины» состоялись выборы нового Председателя Суда. По данным пресс-службы Конституционного Суда, по результатам тайного голосования Председателем Конституционного Суда Украины был избран судья Юрий Баулин. 20 марта 2017 года закончился срок полномочий Баулина как Председателя Конституционного Суда Украины, а 3 июня 2017 года — и как судьи Конституционного Суда Украины.
С сентября 2017 года – профессор кафедры уголовного права №1 и член специализированного ученого совета Национального юридического университета имени Ярослава Мудрого.

## Научная деятельность
Юрий Баулин — автор свыше 200 научных трудов (в основном по проблемам уголовного права). Исследует методологические проблемы уголовного права, проблемы уголовной ответственности и её оснований, а также обстоятельства, исключающие уголовную ответственность, и основания освобождения от неё. Среди научных трудов:
- «Право граждан на задержание преступника» (1986),
- «Уголовная ответственность за незаконное обращение с наркотическими средствами» (в соавт., 1988),
- «Обстоятельства, исключающие преступность деяния» (1991),
- «Согласие „потерпевшего“ как обстоятельство, исключающее преступность деяния» (2007),
- «Кримінальне право України: Загальна частина» (в соавт., 2001, 2003, 2004, 2007, 2010),
- «Кримінальне право України: Особлива частина» (в соавт., 2001, 2003, 2004, 2007, 2010),
- «Кримінальний кодекс України: Науково-практичний коментар» (2003, 2004, 2006),
- «Потерпілий від злочину (міждисциплінарне правове дослідження)» (в соавт., 2008),
- «Конституція України. Науково-практичний коментар» (в соавт., 2011),
- «Правовая система Украины: история, состояние и перспективы, в 5 т.» (в соавт., 2011),
- «Правова система України: історія, стан та перспективи» Т. 5 (2012),
- «Великий юридичний енциклопедичний словник» (в соавт., 2012).

Заместитель председателя Редакционного совета «Вестника Конституционного Суда Украины», член научно-редакционных советов ряда изданий.

## Награды
- Лауреат Премии имени Ярослава Мудрого (2001);
- Лауреат Премии имени Ярослава Мудрого (2002);
- Кавалер ордена «За заслуги» 3-й степени (2003)[5];
- Кавалер ордена «За заслуги» 2-й степени (2021)[6].
- Лауреат Государственной премии Украины в области науки и техники (2006);
- Заслуженный деятель науки и техники Украины (2009);
- Лауреат Премии имени Ярослава Мудрого (2011).

## Личная жизнь
Юрий Васильевич Баулин женат. Вместе с женой Галиной Иосифовной (1951 г.р.), которая работает адвокатом, воспитал сына Александра (1975 г.р.), ныне юриста.

## Происшествия
26 июля 2015 года, по сообщению УГАИ УМВД Украины в Полтавской области, на трассе Киев — Харьков автомобиль, в котором находился Ю. Баулин, попал в дорожно-транспортное происшествие. По информации, которую сообщил исполняющий обязанности главного врача Полтавской областной клинической больница им. М. В. Склифосовского Александр Олейник, Председатель Конституционного Суда Украины Юрий Баулин и его водитель находятся в сознании. 21 сентября 2015 года Председатель Конституционного Суда Юрий Баулин вернулся на работу после прохождения лечения в больнице, в которую попал из-за ДТП в Полтавской области.